# ألكساندرا إلدريدج
ألكساندرا إلدريدج (بالإنجليزية: Alexandra Eldridge)‏ هي رسامة أمريكية، ولدت في 8 أغسطس 1948 في مونتاينسيدي في الولايات المتحدة.

## وصلات خارجية
- الموقع الرسمي